# Schloss Kirchberg an der Raab

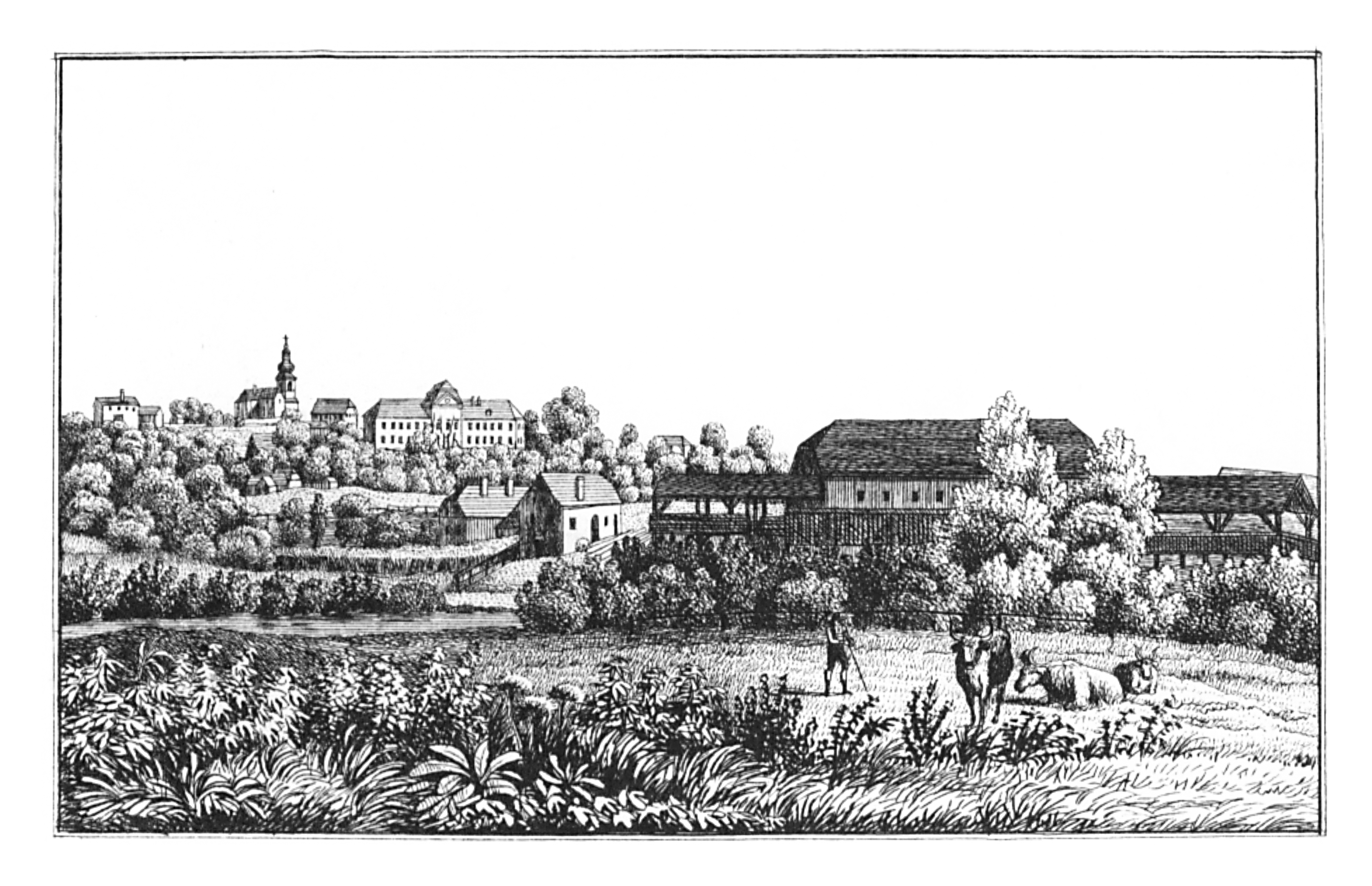
Schloss Kirchberg an der Raab, Gez. v. Kuwasseg, 1830

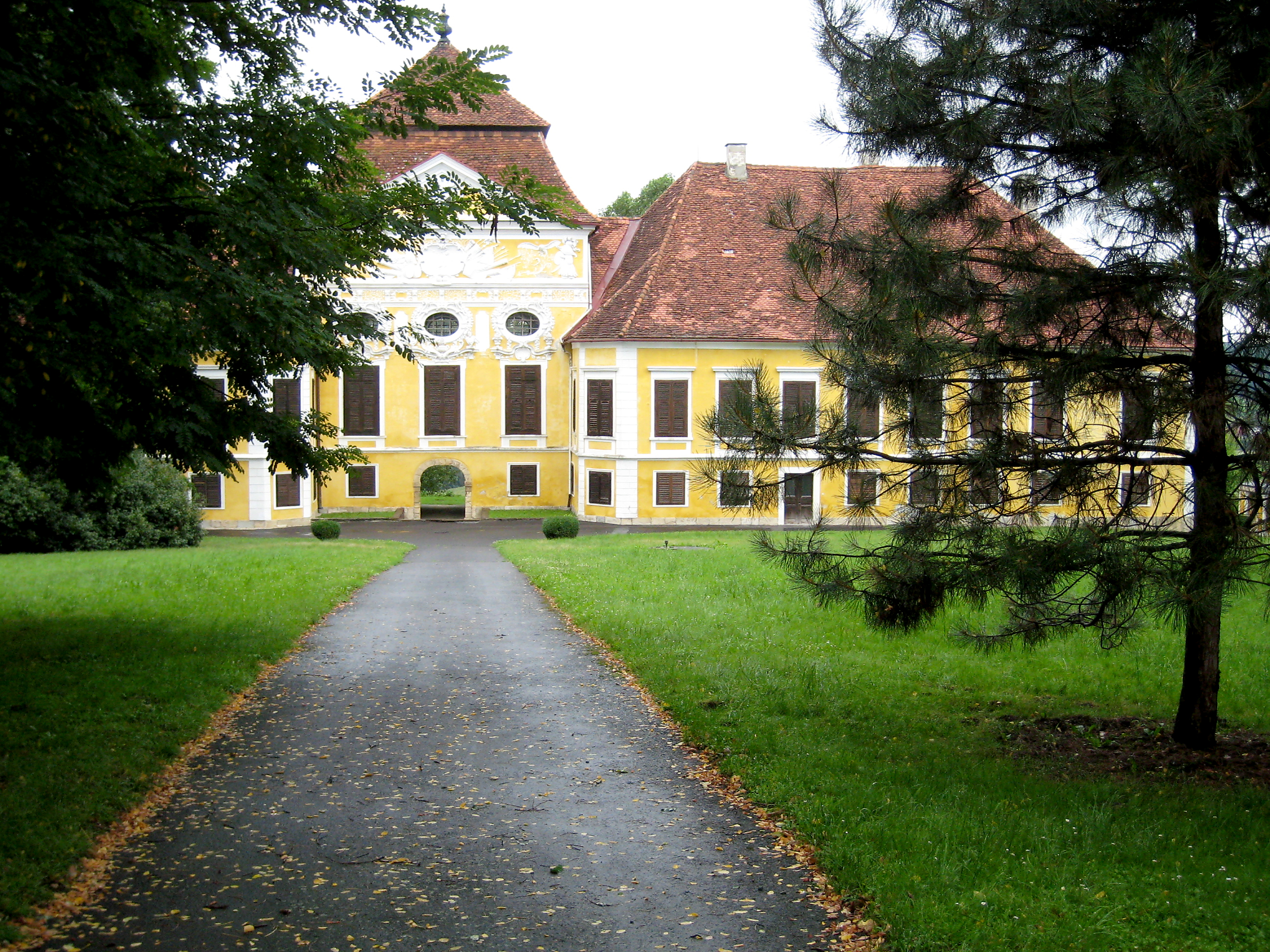
Das Schloss Kirchberg an der Raab in heutiger Zeit.

Schloss Kirchberg ist ein Schloss im Ort Kirchberg an der Raab, einer Gemeinde in der Steiermark im Südosten Österreichs (46° 59′ 20″ N, 15° 45′ 54″ O).

## Beschreibung des Bauwerks
Der Bau ist gestreckt, zweigeschoßig und hufeisenförmig. Er weist Mittelrisaliten auf. Das Bauwerk war ursprünglich großzügig gebaut worden. Beispielsweise zeigte es als Empfangshof früher einen Ehrenhof, welcher von zwei Seitenflügeln und den Wohntrakt (Corps de logis) umbaut war. Dazu waren vier Türme, Basteien, Gärten und Teiche erkennbar.
Heute jedoch zeugt nur noch der Mitteltrakt von der ehemaligen Erhabenheit des Bauwerks.
Fresken- und Stuckverzierungen befinden sich im Inneren des Baus, ebenso wie der Hauptsaal mit Gemälden an Stuck und Decken, welche im 20. Jahrhundert übermalt wurden.

## Geschichte und Besitzer des Schlosses

### Ursprünge der Grundherrschaft mit den Steinpeisser und Zöbinger
Das Schloss hat seinen Ursprung als freies Gut, was in einer Stiftungsurkunde von 1394 ohne Angabe des Besitzers dokumentiert wurde. Ab 1414 wird der Besitz der Grafen von Steinpeiss, ein niederösterreichisches Landständisches Adelsgeschlecht, über die Grundherrschaft in den sog. Marchfutterregister beschrieben: Zwischen den Jahren 1414 und 1426 ist der Graf Hans von Steinpeiss als Eigentümer ausgewiesen.
Die Ritter Zöbinger nahm sich Ende des 16. Jh. des Schlosses an, sodass unter Christoph Zöbinger eine größere Wehranlage errichtet wurde und diese Anlage mit dem Tabor der Kirche verbunden wurde. Grund dafür war die Zerstörung der vorherigen kleine Wehranlage bei Adelsfehden und Türken- und Ungarnkriegen im 15. Jahrhundert. Die Hajduken fielen 1605 in die Oststeiermark ein und das Schloss wurde dabei von schlecht entlöhnten Kaisertruppen geplündert. Die Truppen wurden zuvor zur Bekämpfung der Hajduken eingesetzt. Burg Oberkirchberg und Stock Unterkirchberg wurden im Zusammenhang mit Schloss Kirchberg an der Raab beschrieben im 17. Jahrhundert, zu einer Zeit als die Zöbinger in wirtschaftlicher Not waren und im Jahre 1640 die Pfändung des Obersitzes zu Kirchperg zulassen mussten, welcher schließlich im Jahre 1669 erneut von einem Familienmitglied der Steinpeisser, Georg Christof von Steinpeiss, gekauft wurde.

### Heister, Katzianer und das Haus Liechtenstein
Der Feldmarschall Sigbert Graf Heister erwarb 1696 die Herrschaft Kirchberg an der Raab vom gräflichen Adelsgeschlecht derer von Steinpeiss zu Aichberg und Kirchberg an der Raab. 1704 ließ er durch italienische Baumeister das heutige Schloss an der Stelle des alten Tabors (Wehranlage) errichten. Nach Besitzübertragung an die Grafen Katzianer wurde der Besitz im Jahre 1821 versteigert und kam an Fürst Johann I. Josef von und zu Liechtenstein.

### Lenz, Fikentscher und Haugeneder-Koschatzky
Hundert Jahre später (1921) kaufte Alois Lenz das Schloss. Er plante, ein Sanatorium einzurichten. Es kam nicht dazu, Schloss Kirchberg ging in Gemeindebesitz über und diente als Schule. 1955 kaufte Wolfgang Fikentscher das Gebäude. 1967 erwarb Dr. Elisabeth Haugeneder-Koschatzky das bereits schwer vernachlässigte Schloss und unterzog es einer Generalsanierung.

### Herberstein und heutige Nutzung
Schloss Kirchberg wurde 1972 erneut saniert und befindet sich nun im Besitz ihrer Tochter, Marie Therese Herberstein. In der jüngeren Vergangenheit fanden in Schloss Kirchberg, das nach dem österreichischen Autor und Denkmalpfleger Georg Clam Martinic als eines der schönsten Barockschlösser der Steiermark gilt, immer wieder Schlosskonzerte, internationale Musiktage und andere kulturelle Veranstaltungen statt. Laut der steiermärkischen Kleine Zeitung gab es 2018 einen Zwischenfall beim Schloss, als Mauerteile eines Nebengebäudes sich lösten und zusammen mit zwei Bäumen auf die Straße stürzten; die Feuerwehr in Kirchberg vermutete als Ursache den Winterfrost, der den Restbestand der Gemäuer aufplatzen lassen haben könnte.